# Visite médicale d'embauche en France
La visite médicale d'embauche, désormais remplacée par une visite d’information et de prévention est une formalité légale de droit du travail français.
Le décret n°2008-244 du 7 mars 2008 ordonne que « Le salarié bénéficie d'un examen médical avant l'embauche ou au plus tard avant l'expiration de la période d'essai par le médecin du travail ». Ce texte a été codifié à l'article R 4624-10 du code du travail.
Le décret n°2016-1908 du 27 décembre 2016 modifie le texte de l'article R 4624-10 du Code du travail. Il est rédigé maintenant ainsi  : « Tout travailleur bénéficie d'une visite d'information et de prévention, réalisée par l'un des professionnels de santé mentionnés au premier alinéa de l'article L. 4624-1 dans un délai qui n'excède pas trois mois à compter de la prise effective du poste de travail. ». Il acte que la visite médicale d'embauche (VME) est remplacée par une simple visite d'information et de prévention.
Tous les travailleurs doivent donc suivre une visite d'information et de prévention renouvelable au plus tard après cinq ans. Cette visite est assurée par un professionnel de santé, un médecin du travail ou un infirmier. Il ne s’agit plus de vérifier l’aptitude à tenir le poste de travail mais de sensibiliser aux risques éventuels du poste de travail, de sensibiliser à la prévention et d’informer le salarié sur le suivi médical au travail. Toutefois, seul le médecin du travail peut, en présence de certains risques, assurer cette visite selon une périodicité allant de un à quatre ans selon les risques. Par ailleurs, le médecin du travail doit toujours visiter tout salarié après une absence de plus de 30 jours pour cause de maladie ou d'accident du travail.